# Chiropteris
Chiropteris es un género de  gimnospermas extintas que existía en el Pérmico al Triásico. Plantas vasculares que reproducían con semillas. Habiendo hojas similares a Ginkgos actuales.

## Ubicación
En Brasil, el fósiles del género Chiropteris, se ubicó en el afloramiento de los municipios de São Jerônimo y Mariana Pimentel. Situado en el geoparque Paleorrota en la Formación Río Bonito y fecha de la Sakmariense, en el Pérmico.